# 10463 Bannister
10463 Bannister è un asteroide della fascia principale. Scoperto nel 1979, presenta un'orbita caratterizzata da un semiasse maggiore pari a 3,1115353 UA e da un'eccentricità di 0,1783388, inclinata di 1,55534° rispetto all'eclittica.